# Scelio phaeoprora
Scelio phaeoprora (лат.) — вид наездников-сцелионид рода Scelio из подсемейства Scelioninae. Название происходит от двух латинизированных греческих слов: «phaeo» (коричневый) и «prora» (нос) по признаку коричневого опушения передней части головы насекомого.

## Распространение
Африка: Кот-д’Ивуар.

## Описание
Мелкие перепончатокрылые насекомые (длин тела 3,80 мм). Сходен с афротропическим видам группы ernstii без щечного валика. От всех этих видов отличается уникальной окраской щетинок на лбу с коричневой опушением, доходящим до основания глаз. Основная окраска буровато-чёрная. Тело грубо скульптированное. Усики самок 12-члениковые, а у самцов 10-члениковые. Нижнечелюстные щупики состоят из 3 сегментов, а нижнегубные — 2-члениковые. Жвалы 2-зубые. Глаза неопушённые. Формула голенных шпор: 1-1-1. Предположительно, как и другие близкие виды, паразитоиды яиц саранчовых (Acrididae, Orthoptera). Вид был впервые описан в 2014 году американским энтомологом Мэттью Йодером (Matthew J. Yoder; Department of Entomology, Университет штата Огайо, Колумбус, Огайо, США) по материалам из Африки.